# Ильмаринен (броненосец)
«И́льмаринен» — броненосец береговой обороны финского флота. Один из последних представителей этого класса кораблей в мире и один из первых военных кораблей, оснащённых дизель-электрической силовой установкой. Второй в серии из двух кораблей, однотипен броненосцу «Вяйнямёйнен». Назван в честь героя карело-финского эпоса Калевала Ильмаринена, кузнеца, брата Вяйнямёйнена.

## История постройки

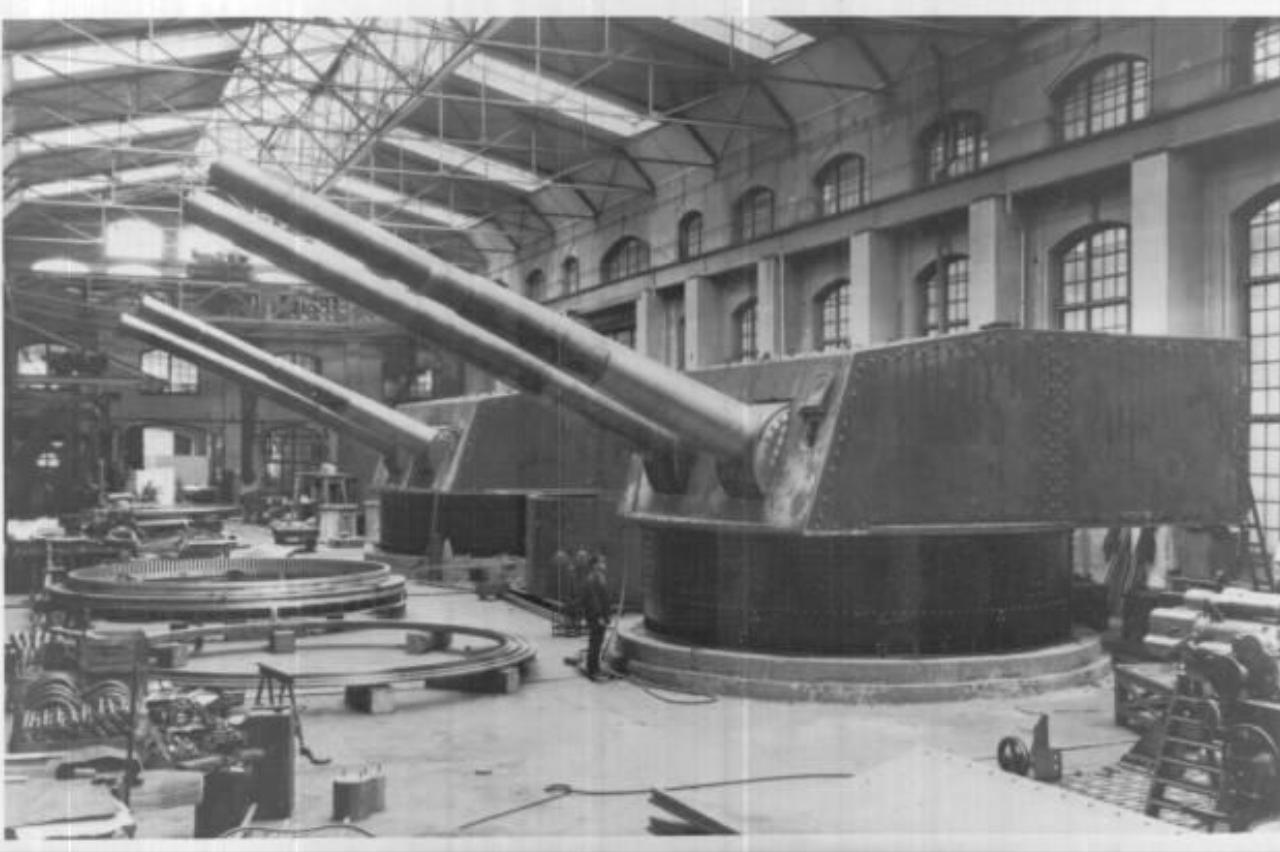

Спроектированы немецко-голландской фирмой «М. В. Инженерсконтор Вор Схепсбаув» (IvS). Строились заводом «Крейтон-Вулкан» в Або (стапельные номера 705 и 706). Артиллерия главного калибра и универсальная артиллерия изготавливалась в Швеции («Бофорс»). Орудия главного калибра имели дальность стрельбы 162 кабельтовых при угле возвышения 50° и скорострельность 3 выстрела в минуту. Силовая установка (четыре дизель-генератора и два гребных электромотора) и многое другое оборудование были поставлены из Германии.

## Служба
В конце 1930-х гг. в военно-морском флоте Финляндии «Ильмаринен» являлся флагманом флотилии броненосцев, в которую, помимо него, входил броненосец «Вяйнямёйнен».

### Война 1939—1940 гг.
30 ноября 1939 г., в первый же день советско-финской войны, «Ильмаринен» и «Вяйнямёйнен» были атакованы на рейде Ханко звеном советских бомбардировщиков ДБ-3. Хотя несколько бомб упали в непосредственной близости, финские броненосцы не получили повреждений.

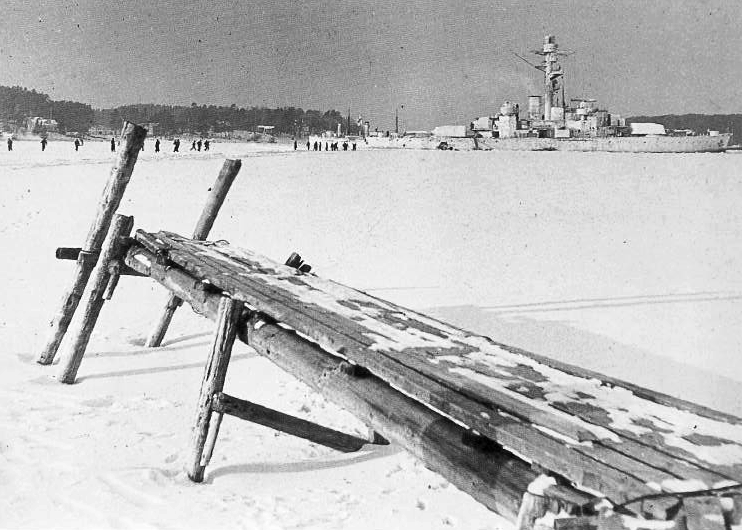
«Ильмаринен» в Турку. 1940

До замерзания моря броненосцы действовали между базой флота в Турку и Аландскими островами, курсируя в шхерах в готовности отразить советский десант. Постоянные перемещения помогли броненосцам избежать атак охотившихся на них советских бомбардировщиков, которые не находили замеченные воздушной разведкой корабли на прежних местах. В дальнейшем «Ильмаринен» и «Вяйнямёйнен» встали на постоянное базирование в Турку для усиления ПВО города.
В Турку броненосцы подвергались советским воздушным атакам 26 февраля, 29 февраля и 2 марта 1940 г. В налетах участвовало до 28 бомбардировщиков ДБ-3 и СБ, которые сбросили более 130 бомб крупного калибра, но не добились попаданий, так как из-за высокой плотности зенитного огня проводили бомбометания неприцельно, с большой высоты. Три советских самолета при этом были сбиты.

### Участие в боевых действиях в 1941 г.

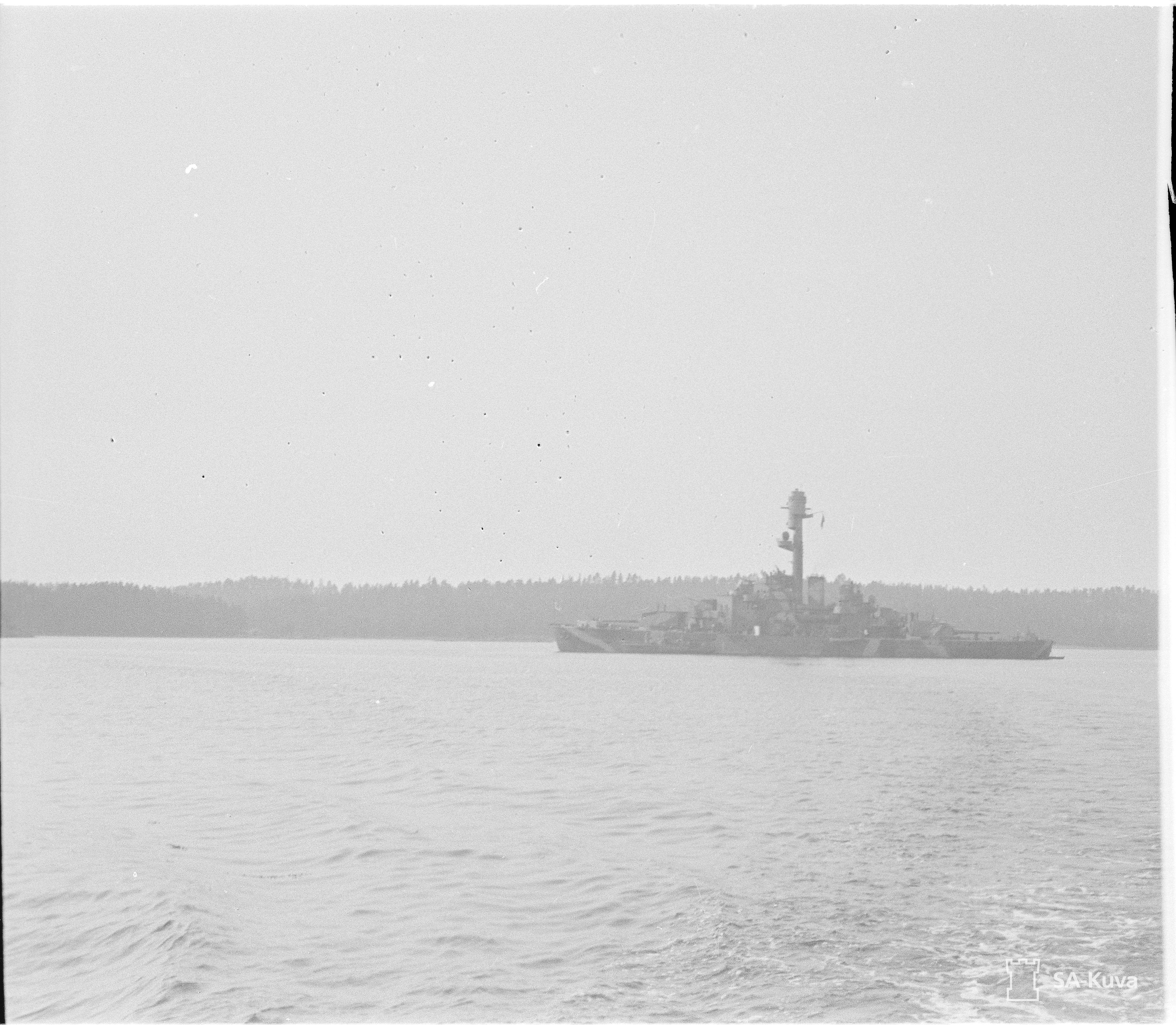
«Ильмаринен» 28 июля 1941

С вступлением Финляндии в войну с СССР на стороне Германии флотилия броненосцев обеспечивала операцию по переброске финских войск на демилитаризованные ранее Аландские острова. Затем «Ильмаринен» и «Вяйнямёйнен» были привлечены к действиям против советской базы в Ханко. 4, 12, 16 июля и 2 сентября 1941 г. финские броненосцы, находясь вне сферы действия советских береговых батарей, обстреливали из 10-дюймовых орудий город и порт Ханко, железнодорожную 305-мм артиллерийскую батарею и военный аэродром, причинив серьезные разрушения и вызвав пожары. Вылеты для ударов по броненосцам советских бомбардировщиков с баз в Эстонии оказывались неудачными, так как не удавалось найти цель. Только 19 июля два специально перебазировавшихся в Ханко бомбардировщика СБ смогли атаковать в шхерах «Ильмаринен» и «Вяйнямёйнен», но не добились попаданий.

## Гибель «Ильмаринена»

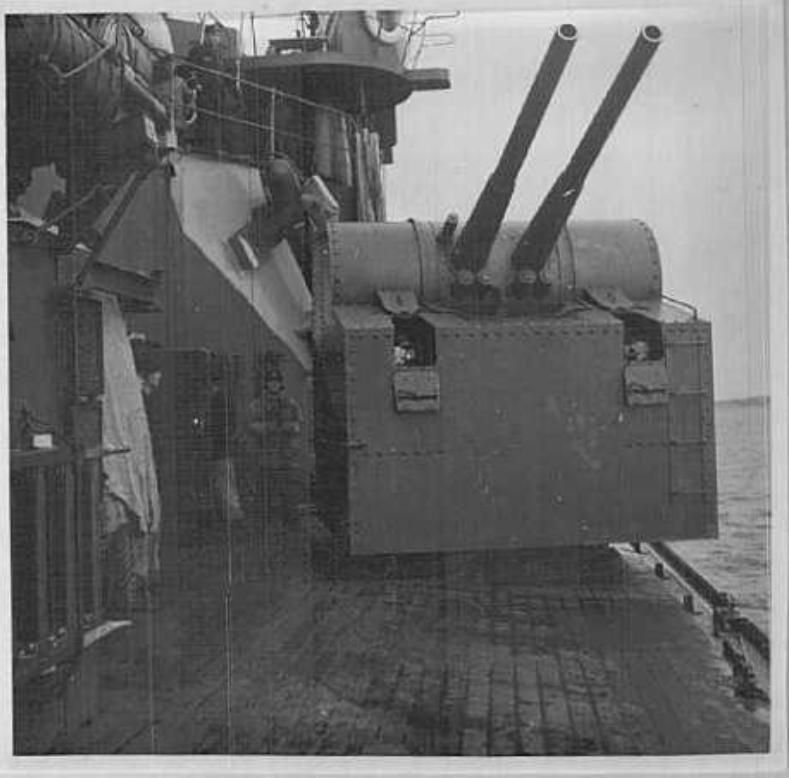
Полубашенная установка спаренных 105-мм орудий броненосца «Ильмаринен»

13 сентября 1941 года из Турку вышло соединение финского флота в составе броненосцев «Ильмаринен» (флагман), «Вяйнямёйнен», немецкого минного заградителя «Брумер», двух вооруженных ледоколов, транспорта, двух буксиров и 9 сторожевых катеров. Соединение выполняло операцию «Нордвинд» в рамках большой операции немецких войск по  захвату Моонзундских островов. Финны должны были провести демонстрацию у западного побережья о. Хийумаа, отвлекая тем самым силы советских войск от места основной высадки со стороны материка.
В 20:30, вскоре после выхода из района шхер в открытое море, идущий в голове колонны «Ильмаринен» подорвался на советской мине (авиационной или выставленной с кораблей Балтийского флота), перевернулся и затонул в 24 милях юго-западнее острова Утё в точке с координатами 59°27′ с. ш. 21°15′ в. д.. Из 403 человек, находившихся на «Ильмаринене», погибло 271, было спасено 132. Операция «Нордвинд» была сорвана. Соединение вернулось в Турку. Гибель одного из двух броненосцев береговой обороны стала самой серьезной потерей для флота Финляндии.